# Montemayor
Montemayor es un municipio español de la provincia de Córdoba, Andalucía. Emplazada en plena campiña cordobesa. Su situación sobre el monte de mayor elevación del entorno le da a esta villa su nombre propio, así como el sobrenombre de Mirador de la Campiña. Cuenta con un mirador con excelentes vistas situado al pie de su castillo. En el año 2020 contaba con 3856 habitantes. Su extensión superficial es de 57,98 km² y tiene una densidad de 67,68 hab/km². Sus coordenadas geográficas son 37°39′N, 4°42′O. Se encuentra situada a una altitud de 413 metros y a 30 kilómetros de la capital de provincia, Córdoba. Su economía se basa en el sector primario, siendo sus principales producciones el cereal, el vino y el aceite.

## Historia

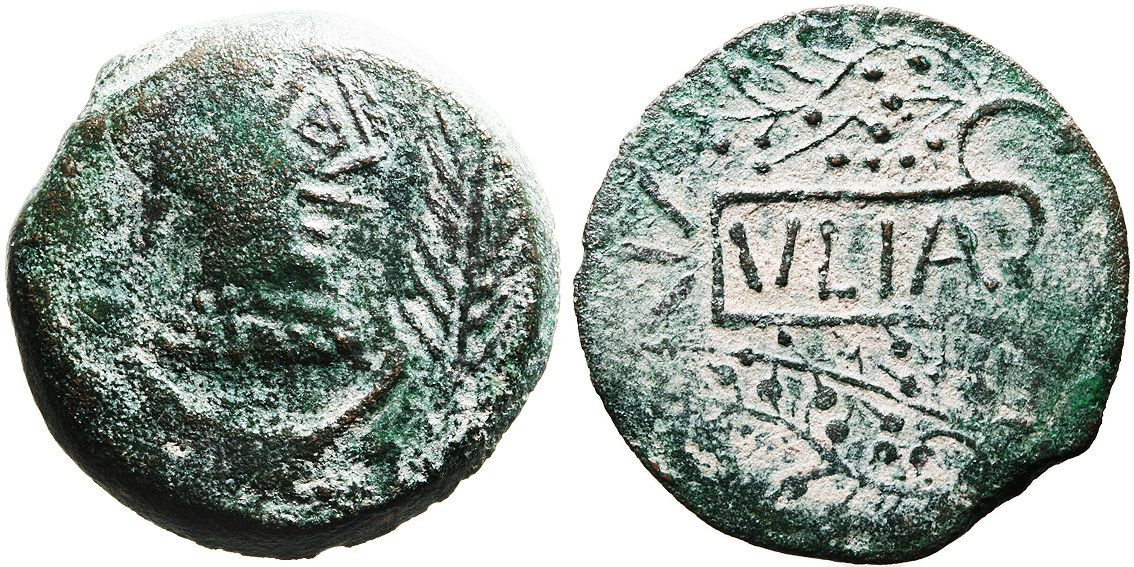
As acuñado en Ulia.

Es un pueblo-fortaleza repoblado en 1340 por Martín Alfonso de Córdoba el Bueno con permiso del rey Alfonso XI, sobre los restos de una población anterior que ya fue tomada por Fernando III de Castilla El Santo el año 1233. 
Su existencia se remonta a dos mil años a. C., según avalan los abundantes restos de cerámica campaniforme y de esculturas y exvotos ibéricos encontrados en su entorno.
En época romana se la conoció como Ulia. Sobre el origen de este nombre hay dos teorías: la primera apunta al vocablo turdetano ulia, que significa monte; la segunda afirma que el nombre se debe a Ulio, nombre propio del rey fundador de la ciudad que fue Sículo I o Sículo II.
En la segunda mitad del siglo I a. C. la ciudad vive su época de esplendor. El Bellum Hispaniensis de Aulo Hircio relata que Ulia fue la única ciudad de la Bética que permaneció fiel a Julio César durante la guerra civil. El año 46 a. C., Cneo Pompeyo el Joven sitia Ulia mientras que su hermano Sexto se establece en Corduba. Al llegar César a Hispania envió en auxilio de la ciudad un ejército formado por unos dos mil cuatrocientos infantes e igual número de caballeros al mando de Lucius Vibius Paciecus, mientras él marchaba hacia Corduba. Tras la victoria definitiva de César sobre los hijos de Pompeyo en la batalla de Munda, en el año cuarenta y cinco antes de Cristo, la ciudad se ve favorecida con diversas medidas como la donación de tierras o la exención de impuestos. También por ello recibió de César el título de Fidentia que llevaría en su nombre desde entonces.
Los restos arqueológicos de la época son muy abundantes. Predominan por número los materiales bélicos (balas de plomo y glandes), pero también monedas de Ulia, esculturas, restos de inscripciones, etc. La decadencia del Imperio afectaría también a la ciudad, de la que se tienen pocas noticias en los siglos siguientes.
La ciudad contó con silla catedral desde los comienzos del cristianismo en la Bética, siendo su obispo a mediados del siglo segundo San Cuadrado. 
La dominación visigoda acentúa el declive de la ciudad. No se cuenta con referencias arqueológicas ni documentales de la época.
En época árabe, la zona, recibe el nombre de Ulyat Kanbaniya y fue uno de los quince distritos agrícolas (iqlim) en que se dividía la cora o provincia de Córdoba. Al Sahqundi se refiere al iqlim de Ulyat Kanbaniya como tierras de abundante y excelente trigo.
En el año 1233, Fernando III el Santo manda algunas tropas para que ocuparan el lugar, que encuentran casi deshabitado y ruinoso, comenzando a denominarse Montemayor. Tras la conquista de Córdoba, el territorio pasa a formar parte de los dominios de Fernán Núñez de Témez junto con el vecino castillo de Dos Hermanas, junto al río Carchena. Durante el primer tercio del siglo XIV, el rey nazarí Muhammed IV de Granada llevó a cabo una serie de razzias a lo largo de la frontera. 
El día 8 de marzo de 1340, y hallándose en la ciudad de Sevilla, Alfonso XI de Castilla expidió un privilegio que autorizaba a Martín Alfonso de Córdoba el Bueno a poblar y construir un castillo en su villa de Montemayor, y en el privilegio se añadía «que tenía comenzado á poblar en su propia Heredad, por quanto era comarca en que se podía hacer guerra á los moros y muy gran servicio á Dios y á su alteza». El castillo de Montemayor fue construido por deseo de Martín Alfonso debido a que su cercano castillo de Dos Hermanas era inseguro y poco apropiado para la defensa constante contra los musulmanes, por lo que el señor de Montemayor ordenó desmantelar este último y trasladó a su población a Montemayor por ser un lugar «más ventajoso y fuerte». El nuevo castillo fue edificado en los terrenos que ocupó la ciudad romana de Ulia y en un cerro situado a corta distancia de la actual población de Montemayor, y según Nieto Lozano comenzó a construirse pocos meses después de que Alfonso XI expidiera el privilegio mencionado anteriormente. Y como Martín Alfonso de Córdoba fue también conocido como Martín Alfonso de Montemayor, Fernández de Béthencourt señaló que:

...por lo cual él mismo fue conocido, según las costumbres de la época, por Martín Alfonso de Montemayor, con cuyo apellido su numerosa descendencia se distinguió después de todos los otros señores de la Casa de Córdova, llamándose, como se verá, tanto o más que Córdova, con el de Montemayor, o usándolos confundidos frecuentemente, y constituyendo una de las cuatro grandes líneas capitales de esta célebre familia, en realidad la cuarta y menor de todas ellas.

El castillo de Montemayor se construyó utilizando restos de la antigua Ulia, ya que así lo evidencian los numerosos restos de columnas, piedras de molino, etc. que se hallan en sus cimientos y muros. Y la construcción del castillo de Montemayor consolidó «el señorío y la casa nobiliaria» de Montemayor, como indicó Nieto Lozano, y Quintanilla Raso mencionó que después de convertirse en señor de Montemayor, Martín Alfonso de Córdoba estableció «una nueva rama familiar» desgajada de la Casa de Córdoba en la que, entre los años 1327 y 1521 llegaron a sucederse seis señores que llegaron a ocupar «en todo momento un destacado papel en el conjunto de la nobleza cordobesa» y de quienes descienden los condes de Alcaudete.
Martín Alfonso de Córdoba murió en 1349, y después de su muerte, su hijo primogénito, Alfonso Fernández de Montemayor, que llegó a ser señor de Alcaudete y adelantado mayor de la frontera de Andalucía, ocupó la jefatura de la Casa de Montemayor.
Otros personajes importantes fueron Alfonso VI Fernández de Montemayor, que colaboró en la etapa final de la conquista de Granada junto a los Reyes Católicos, y Martín IV Alfonso, séptimo señor de Montemayor que colaboró con Carlos I en las guerras contra Francia. A mediados del siglo XVIII.

## Demografía
Montemayor cuenta con una población de 3885 habitantes (INE 2024).
| Gráfica de evolución demográfica de Montemayor entre 1842 y 2021                                                    |
| |
| Población de derecho según los censos de población del INE Población de hecho según los censos de población del INE |

## Gastronomía
Es muy habitual en esta localidad hacer dulces típicos como flores, pestiños y gañotes para fiestas como Navidad y Semana Santa.
Para el Día de Todos los Santos (1 de noviembre) es muy habitual el panete, que es una especie de tarta pequeña que sobre todo es para los niños. También es muy típico el "lagarto" que es pan con la forma de este animal.
Son muy típicos, por su tamaño y sabor, los flamenquines de "El Escurrión", un bar de esta localidad.

## Patrimonio y Lugares de Interés Turístico
El castillo de Dos Hermanas, la iglesia de Nuestra Señora de la Asunción y el castillo ducal de Frías figuran como bienes de interés cultural en el Catálogo General del Patrimonio Histórico Andaluz.

### Castillo de Montemayor

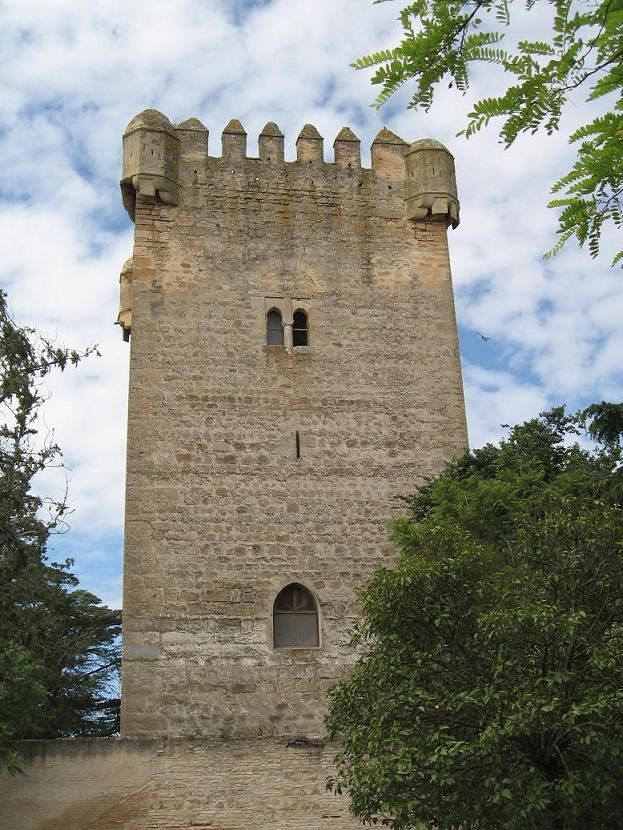
Torre del castillo de Montemayor.

También conocido como castillo ducal de Frías. Construido en el siglo XIV, en la repoblación de la villa, se sitúa en lo más alto del monte que le da nombre, rodeado de arboleda. Está considerado uno de los mejores ejemplos de arquitectura militar de la provincia de Córdoba. Formado por un recinto triangular en cuyos vértices se sitúan sus tres torres: la de las Palomas, la Mocha, carente de almenas, y la del Homenaje, la más alta, rematada con cuatro garitas en sus esquinas. Es de propiedad privada y se mantiene en muy buen estado de conservación. Bajo la protección de la Declaración genérica del Decreto de 22 de abril de 1949, y la Ley 16/1985 sobre el Patrimonio Histórico Español. Declarado Bien de Interés Cultural el 25 de junio de 1985 (BOE de 29/06/1985).

### Castillo de Dos Hermanas

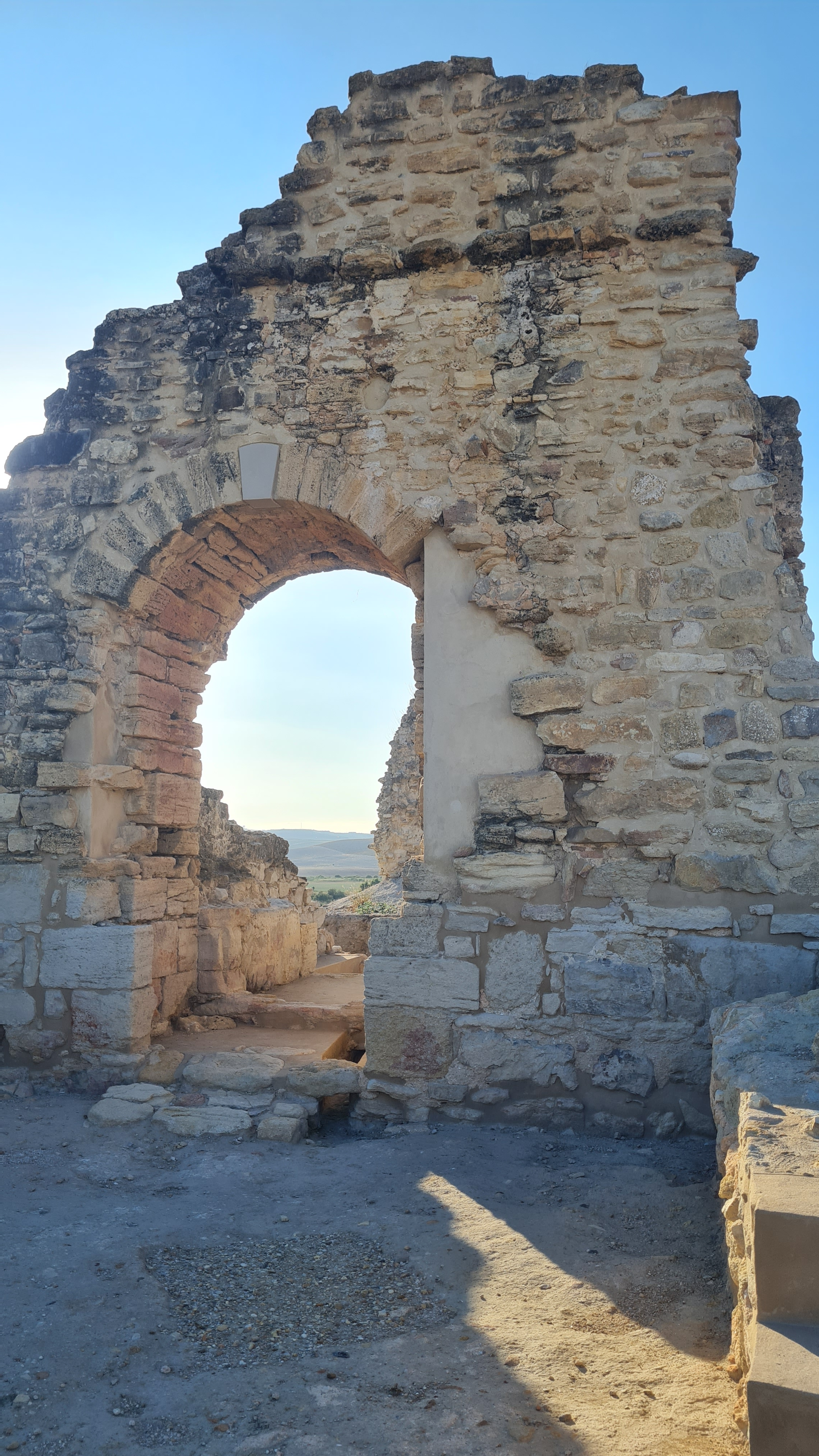
El castillo de Dos Hermanas se encuentra a las afueras del pueblo.

Antigua fortaleza musulmana (denominada Soricaria), el castillo de Dos Hermanas se localizada a unos 7 kilómetros de la población. Fue conquistada en torno a 1240 y entregada al capitán Fernán Núñez de Témez. Se alza sobre una pequeña elevación del terreno junto al arroyo Carchena, cerca de la carretera que une Montemayor con la vecina localidad de Espejo. Martín Alfonso de Córdoba utilizó parte de sus materiales para la construcción del castillo de Montemayor. De planta cuadrangular, con torres en sus esquinas, se encuentra en estado de ruina. Quedan restos del perímetro amurallado y de algunas torres, así como evidencias de poblamiento rural de época romana.

### Parroquia de Ntra. Sra. de la Asunción

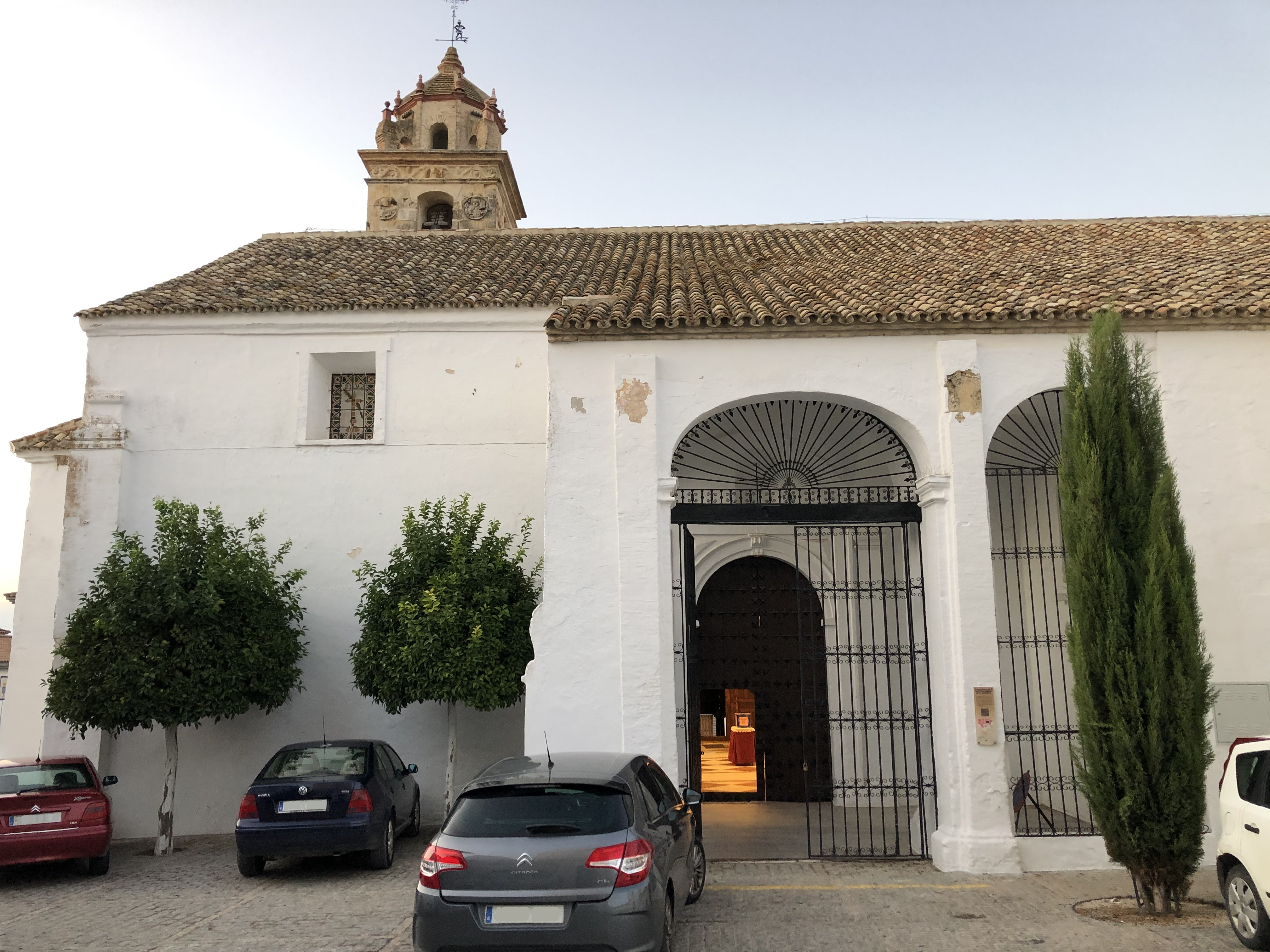
Fachada sur de la iglesia parroquial de Nuestra Señora de la Asunción

Levantada en el año 1515. Se aprovecharon diversos materiales de derribo y, sobre todo, restos romanos que son especialmente apreciables en los fustes de las columnas, todos de este origen. El crucero está formado por tres cúpulas, todas ellas de piedra tallada. Tenía un artesonado y el techo era de tablas pintadas con dibujos ornamentales. 
El magnífico Retablo del Altar Mayor es obra de Pedro Freila de Guevara, realizado en 1633. Lo preside una imagen de San Acacio, patrón de la villa. El templo y el retablo fueron dañados en la guerra civil española y posteriormente restaurados. 
En el siglo XVIII se construye la formidable Capilla del Sagrario. Se crea, asimismo, la Capilla de los Condes de Alcaudete "Señores de Montemayor". 
Mención especial merece la pila bautismal, fantástico ejemplar, tallado en piedra de una sola pieza, de estilo plateresco realizada en 1539.
Monumento declarado Bien de Interés Cultural el 17 de junio de 2003.

### Ermita de San José
Está localizada a las afueras del pueblo por un camino que lleva desde Montemayor hasta Fernan Núñez denominado también camino de San José. Fue edificada entre el año 1696 y 1700.El templo consta de una única nave dividida En tres tramos y cabecera rectangular con un bello retablo de estilo Rococó de la Segunda mitad del S. XVIII. En ella se encuentra la imagen de San José donde se lleva a cabo la subida de San Isidro hasta donde se celebre. Después se hace la romería que es muy visitada por gente del pueblo y de fuera por ejemplo del pueblo vecino de Fernán Núñez.

### Museo de Ulía
Este museo arqueológico se encuentra en el edificio de la actual Casa de la Cultura de Montemayor. Se expone una colección de objetos encontrados en su mayoría en la localidad de Montemayor y cercanías, y aportados principalmente por particulares desinteresados o por el párroco don Pablo Moyano Llamas, el cual fundó este museo en 1971. Entre estos objetos encontramos monedas, anillos, hebillas, colgantes, pequeñas vasijas, lámparas de barro, puntas de lanzas, hachas, ruedas de molino romano y esculturas como La Dama de Montemayor, el león y un sátiro.
Ermita de Jesús Nazareno
Próxima a la parroquia de la Asunción y al castillo. Se edificó en 1610, pero después del terremoto de Lisboa quedó dañada y tuvo que reedificarse casi por completo en 1766. Exteriormente es de factura sencilla, pero en el interior destaca la bóveda de media naranja sobre pechinas, el retablo mayor barroco y la venerada imagen de Jesús Nazareno.
Ermita de San Sebastián
Aunque su construcción se remonta al siglo XVI, ha sufrido numerosas reformas durante los siglos. El retablo mayor es Neogótico. 
Ermita de la Vera Cruz
Es la más antigua de Montemayor. Su construcción data de la segunda mitad del S. XVI. Destacan en ella las imágenes procesionales de su interior y el camarín barroco. La espadaña exterior data de finales del siglo XVII. 

Ruta de las Fuentes Históricas en los alrededores del municipio

Casas Señoriales
Existen en el municipio varias casas señoriales antiguas con escudos (en la calle Sebastián Garrido y en calle Médico Rodríguez). Entre éstas, destacar la llamada Casa Grande, construida en el S. XVIII, destaca su portada blasonada de piedra y estilo barroco, así como el torreón esquinado. En el interior posee escaleras señoriales de mármol antiguo, muebles y cuadros de valor. Lamentablemente solo se puede ver por fuera por su carácter privado. 

Antigua Tercia. En un futuro pasará a ser un espacio para la realización de actividades culturales del municipio.